# Rio Gropata Scurtă
O Rio Gropata Scurtă é um rio da Romênia, afluente do Marginea, localizado no distrito de Sibiu.